# Abbondanza (economia)

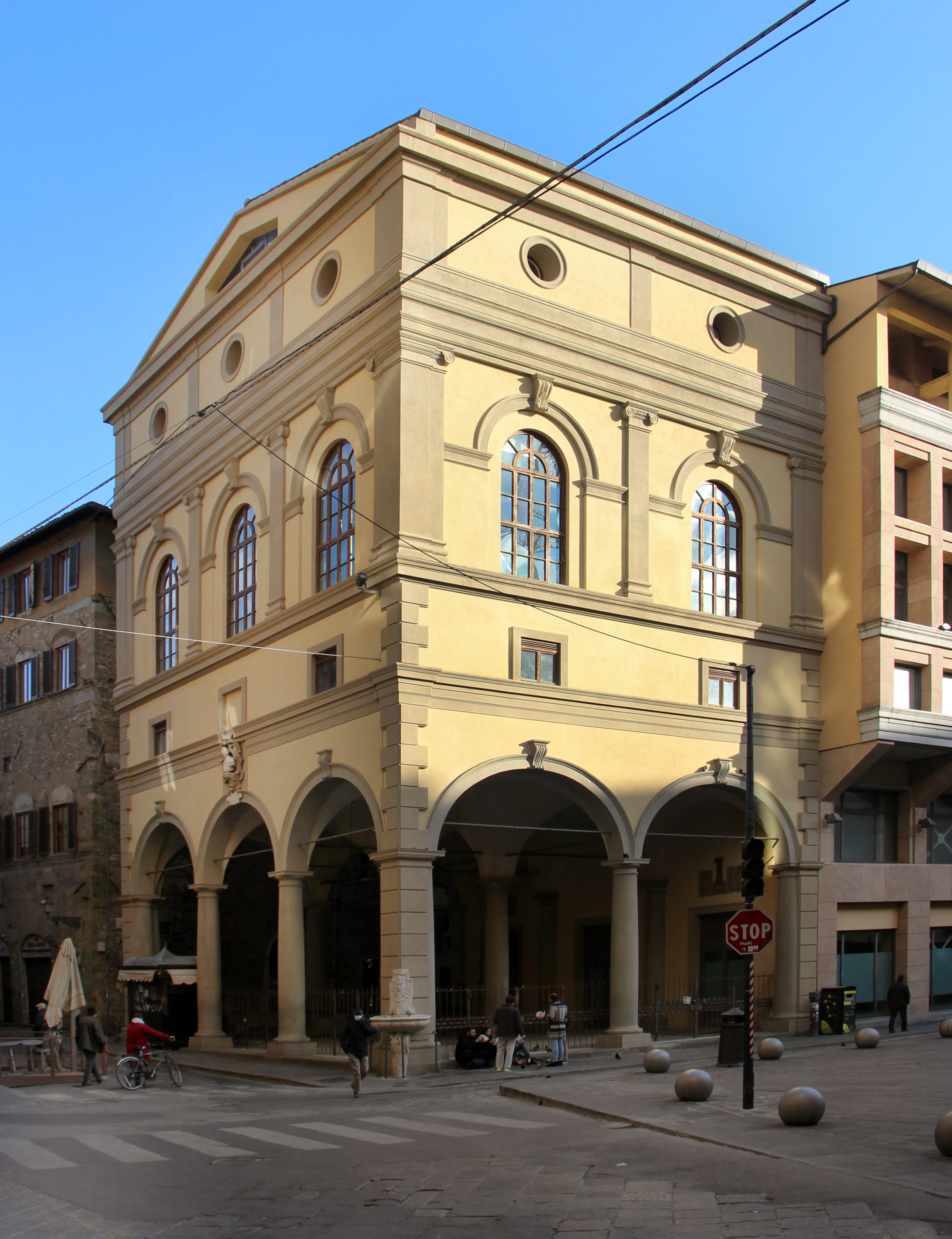
La Loggia del Grano a Firenze, prima sede dell'Abbondanza cittadina

Con il termine abbondanza si indicava dal medioevo e poi nell'età moderna italiana la quantità di derrate alimentari (più specificamente di cereali e biade - infatti con tale termine ne si indicava anche il magazzino), necessaria ad una città o a uno stato.
Al controllo di tale pratica vi era la magistratura (ufficiali o signori dell'abbondanza): questa supervisionava la quantità di viveri presenti nel magazzino e aveva facoltà nel fissare il prezzo del pane, disciplinando così il mercato e limitando conseguentemente l'eventuale delinquenza.

## Bologna
A Bologna sotto lo Stato Pontificio era compito del Senato creare un'apposita Assunteria di Abbondanza, ovvero una commissione che si occupasse dell’approvvigionamento granario in tempi di carestia o di particolare difficoltà.

## Firenze

Stemma del Magistrato Fiorentino degli Ufficiali della Grascia

A Firenze, sin dal XVII secolo, la compravendita del grano avveniva nell'apposita Loggia del Grano. Il piano superiore dell'edificio era adibito a magazzino di stoccaggio. Le contrattazioni avvenivano alla presenza e sotto la diretta sorveglianza degli "Ufficiali della Grascia". Questi cosiddetti "grascini" controllavano la qualità e la quantità del grano e delle biade, le regolarità dei prezzi e delle contrattazioni che iniziavano all'ora nona dietro il segnale degli stessi ufficiali. Si aveva molta cura che il mercato del grano non subisse alterazioni di sorta in quanto il pane, alimento base per eccellenza almeno per i ceti meno abbienti sul quale ruotava l'intera organizzazione dei pasti, fosse assicurato a tutti. Ai fornai che avessero "artefatto e guastato" il pane era comminato addirittura il carcere o il bando dalla città.
Legato al ricordo della Loggia è il vecchio detto fiorentino "a tutto spiano" che indica un'azione compiuta con totale abbondanza, cioè al massimo della misura. E lo "spiano" era appunto la misura della quantità del grano che ogni mese gli Ufficiali della Grascia o dell'Abbondanza assegnavano ai fornai per la panificazione: se non c'erano carestie o particolari scarsità del prodotto la quantità erogata con profusione era appunto quella a "tutto spiano", mentre in caso contrario veniva ridotta a mezzo spiano o anche di meno.
Diventata nel corso dello stesso secolo insufficiente per il compito di assicurare la sicurezza alimentare alla città, la loggia del grano fu sostituita dal granaio dell'Abbondanza.

## Milano
Sotto l'amministrazione spagnola l'abbondanza era sotto la responsabilità di un vicario di provvisione. Manzoni nei Promessi Sposi ricorda la sommossa di San Martino dell'11 novembre 1628 indirizzata in particolare contro il vicario di provvisione aveva mantenuto artificialmente basso il prezzo del pane per poi rincararlo improvvisamente.

## Parma
A Parma le questioni annonarie erano di competenza di una Congregazione dell'Abbondanza.

## Roma
La Dogana di Grascia aveva sede nel Campo Vaccino fin dal secolo XVI. I prezzi dei beni oggetto di scambio erano prefissati per evitare un rincaro eccessivo ai danni della popolazione: questo regime andrò avanti fino alla liberalizzazione dei grani operato di Pio VII (attraverso il motu proprio Le più colte) nel 1801, ma negli anni successivi si tornò parzialmente al regime precedente. Il rispetto dei prezzi e il controllo sulle speculazioni sui grani era compito dei magistrati urbani, i Conservatori Capitolini.